# 心で聞いたバラード
「心で聞いたバラード」（こころできいたバラード）は、西城秀樹の58枚目のシングル。1987年11月21日にRCAから発売された。

## 解説
- 濱田金吾から初めてシングルとして曲を提供された作品である[2]。

## 収録曲
（全作詞：上杉伸之助／作曲：濱田金吾／編曲：大谷和夫）
1. 心で聞いたバラード
2. ロンリー・ダンサー

## 販売形態について
- 本作はRVCが『BMGビクター』に社名変更してから最初のシングル作品となった。規格品番はそれまでの「RHS」「RCK」で始まるものから「B○○S」「B○○T」で始まるものに変更されている。

| 規格 | 発売日         | リリース          | 品番   | 収録トラック                                                                          |
| ---- | -------------- | ----------------- | ------ | ------------------------------------------------------------------------------------- |
| EP   | 1987年11月21日 | RCA / BMGビクター | B07S-1 | A面：心で聞いたバラード B面：ロンリーダンサー                                         |
| CT   | 1987年11月21日 | RCA / BMGビクター | B10T-1 | A面：心で聞いたバラード（歌入り／カラオケ） B面：ロンリーダンサー（歌入り／カラオケ） |